# Райна Михайлова
Райна Георгиева Михайлова е българска оперна певица и педагог.

## Биография
Родена е на 20 септември 1915 г. в гр. Русе. Завършва класическо пеене през 1937 г. в класа на Христина Морфова и Людмила Прокопова.
В сезон 1937/38 г. пее в трупата на театър „Одеон“. Дебютира на сцената на Софийската опера на 17 декември 1943 г.
Сред нейните най-запомнящи се роли са Марженка в „Продадена невеста“ на Сметана, Мими в „Бохеми“ на Пучини, Виолета в „Травиата“ на Верди, Неда в „Палиячи“ на Леонкавало, Графинята в „Сватбата на Фигаро“ и Памина във „Вълшебната флейта“ на Моцарт, Микаела в „Кармен“ на Бизе, Оксана в „Черевички“ на Чайковски, Антонида в „Иван Сусанин“ на Глинка, Марфа в „Царска годеница“ на Римски-Корсаков.
Райна Михайлова е дългогодишна преподавателка в НМА „Панчо Владигеров“, а от 1992 г. е преподавател в Нов български университет. През 2000 г. Академичния съвет и присъжда почетното звание „почетен професор на Нов български университет“ за заслугите и към музикалното изкуство и вокалната педагогика.
Носителка е на редица държавни отличия: Юбилеен медал „1300 години България“; „Медал на София“; орден „Св. св. Кирил и Методий“, медал на „Световния съвет за мир“.  Тя е първата „Народна артистка“ в България. Почетен гражданин е на София.
Почива на 7 април 2008 г. в София.